# Rio Piaçabuçu
O Rio Piaçabuçu (pronuncia-se "Piassá Bussú") está localizado na Região Metropolitana da Baixada Santista, nascendo na cidade de Praia Grande e a partir do bairro cariate de Santa Marina passa a servir de divisa com o município de São Vicente até desaguar no Mar Pequeno.

## Origem do nome
Inicialmente recebendo o nome de Rio Formoso dos europeus, o nome Piaçabuçu (do tupi "Porto Grande") foi aos poucos se tornando mais usual, haja vista que esse também foi o primeiro nome dado pelos indígenas à Praia Grande, anteriormente conhecida também como "Caminho de Conceição".

## Importância histórica
O Piaçabuçu possui um fator fundamental no processo de ocupação de Praia Grande pela sua localização geográfica entre a Vila de São Vicente e a Vila de Itanhaém. 
No início do século XIX, a população de Praia Grande se dedicava à criação de gado, ao cultivo de cana-de-açúcar, milho, tomate, pimenta, batata doce, arroz, feijão, mandioca, chuchu, morango, abacaxi, laranja e café e à produção de madeira (por meio do corte de árvores), chapéus de palha, aguardente e farinha.
Os sítios em sua maioria estavam estabelecidos ao longo do Piaçabuçu e a produção era escoada às Vilas de Santos e São Vicente através da navegação do rio.
Havia muitos portos ao longo do seu curso, como o Porto do Piaçabuçu (no atual bairro de Caieiras, o Porto do Campo (atual Portinho, no Intermares) e os Portos do Tumiarú e das Naus (em São Vicente). Atualmente apenas o Portinho permace em atividade.

## Ecoturismo
Afastado do principal atrativo do litoral de São Paulo, as praias, o Piaçabuçu via as favelas de Praia Grande e São Vicente avançando cada vez mais, havendo até a existência palafitas em alguns trechos. No entanto, uma ação conjunta vem revitalizando o rio, que voltou a ser explorado pelo turismo ecológico, com atividades desenvolvidas com partida através do Portinho, em Praia Grande, como o Navega São Paulo e Caiçara Expedições.